# 包蕾
包蕾（1918年—1989年），原名倪庆秩，曾用笔名华萼、叶超，男，浙江镇海人，中国电影剧作家、儿童文学作家，曾任中国电影家协会理事。